# Список умерших в 1910 году
В этой статье представлен список известных людей, умерших в 1910 году.
- См. также: Категория:Умершие в 1910 году

## Январь
- 2 января — Агнесса Бут (66) — американская актриса театра австралийского происхождения.
- 13 января — Дмитрий Микеладзе (73) — князь, генерал-майор, герой русско-турецкой войны 1877—1878 годов.
- 20 января — Леонид Шишко (57) — революционер-семидесятник, бывший офицер.
- 26 января — Лотта Фауст (29) — американская актриса, певица и танцовщица; пневмония.

## Февраль
- 6 февраля — Павел Дашков (61) — русский коллекционер.
- 11 февраля — Сергей Боткин (50) — русский врач и коллекционер, старший сын Сергея Петровича Боткина.
- 11 февраля — Ло Исю (20) — первая жена Мао Цзэдуна; дизентерия.
- 23 февраля — Вера Комиссаржевская (45) — русская актриса; оспа.

## Март
- 9 марта — Кирилл Лемох (68) — русский жанровый живописец, академик Императорской Академии художеств, один из учредителей Санкт-Петербургской артели художников и Товарищества передвижных художественных выставок.
- 20 марта — Владислав Кнапинский — польский римско-католический священник, библеист, профессор и ректор Ягеллонского университета.
- 26 марта — Огюст Шарлуа (45) — французский астроном и первооткрыватель астероидов; убит.
- 26 марта — Ан Чунгын (30) — деятель корейского национально-освободительного движения, убийца Ито Хиробуми; повешен.

## Апрель
- 3 апреля — Рихард Абегг (41) — немецкий химик, автор концепции электросродства и теории электровалентности; разбился на воздушном шаре.
- 12 апреля — Михаил Халанский (52) — русский историк литературы и фольклорист.
- 14 апреля — Михаил Врубель (54) — выдающийся русский художник рубежа XIX—XX веков.
- 19 апреля — Томаш Дикас (59) — польский скульптор.
- 20 апреля — Август Нюрнбергер (56) — немецкий католический богослов, историк церкви и педагог, научный писатель.
- 21 апреля — Марк Кропивницкий (69) — украинский актёр комических и бытовых ролей и драматический писатель.
- 21 апреля — Марк Твен (74) — выдающийся американский писатель, журналист и общественный деятель.
- 26 апреля — Бьёрнстьерне Бьёрнсон (77) — норвежский писатель, автор текста к гимну Норвегии, лауреат Нобелевской премии по литературе (1903).

## Май
- 6 мая — Борис Гринченко (46) — украинский писатель, учёный, переводчик, общественный и политический деятель.
- 6 мая — Генрих Куршманн (63) — немецкий медик.
- 6 мая — Эдуард VII (68) — король Великобритании и Ирландии, император Индии c 22 января 1901, австрийский фельдмаршал (1 мая 1904), первый из Саксен-Кобург-Готской (ныне Виндзорской) династии.
- 13 мая — Николай Черняев — русский публицист, театральный и литературный критик.
- 15 мая — Ефросиния Куза — русская певица-сопрано.
- 18 мая — Полина Виардо (88) — французская певица, вокальный педагог и композитор.
- 18 мая — Александр Кононович (60) — российский и украинский астроном.
- 18 мая — Элиза Ожешко (68) — польская писательница, общественная деятельница, жившая на территории современной Белоруссии.
- 22 мая — Жюль Ренар (46) — французский писатель.

## Июнь
- 5 июня — О. Генри (47) — американский писатель, прозаик, автор популярных новелл.
- 8 июня — Элис Ле Плонжон (58), американский фотограф, писательница и археолог-любитель британского происхождения.
- 10 июня — Николай Никифоровский (65) — белорусский этнограф, собиратель народного фольклора белорусов, краевед.
- 19 июня — Тытус Бабчиньский (79) — польский математик и физик.

## Июль
- 5 июля — Иоганна Витасек (44) — австрийская учёная-ботаник, ученица Рихарда Веттштейна.
- 5 июля — Гаспаре Торретта — итальянский легкоатлет.
- 14 июля — Мариус Петипа (92) — французский и российский театральный деятель и педагог, артист балета и балетмейстер.
- 15 июля — Виктор Фаусек (49) — профессор зоологии, энтомолог.
- 16 июля — Альберт Анкер (79) — швейцарский художник и график.
- 24 июля — Архип Куинджи (69) — российский художник, мастер пейзажной живописи.
- 27 июля — Владислав Дыбовский (72) — русский, белорусский и польский зоолог, ботаник, палеонтолог, минералог и фольклорист.

## Август
- 3 августа — Владимир Пискорский (41) — российский историк.
- 5 августа — Михаил Горчаков — священнослужитель Русской православной церкви.
- 5 августа — Всеволод Роборовский (54) — русский исследователь Центральной Азии.
- 26 августа — Уильям Джеймс (68) — американский философ и психолог, один из основателей и ведущий представитель прагматизма и функционализма; старший брат писателя Генри Джеймса.
- 29 августа — Нато Габуния (51) — грузинская актриса.
- 30 августа — Джордж Тросселл (70) — австралийский государственный и политический деятель.
- 31 августа —Эмилс Дарзиньш (34) — русский и латвийский композитор, музыкальный критик.

## Сентябрь
- 5 сентября — Афанасий (Пархомович) — епископ Православной Российской Церкви.
- 11 сентября — Луи Буссенар (62) — французский писатель, автор приключенческой литературы.
- 16 сентября — Борис Шаскольский (67) — Санкт-Петербургский провизор.
- 17 сентября — Александр Нелидов (75) — русский дипломат, неоднократно выполнявший особые и секретные поручения.

## Октябрь
- 1 октября — Теодор Голь (66) — швейцарский архитектор.
- 3 октября — Люси Хоббс Тейлор (77) — первая американская женщина-дантист.
- 6 октября — Анна Петерсен (65) — датская художница.
- 8 октября — Мария Конопницкая (68) — польская писательница, поэт, новеллистка, литературный критик и публицист, автор произведений для детей и юношества.
- 11 октября — Фелициан Фаленский(85) — польский драматург и поэт.
- 14 октября — Мария Риббинг (68) — шведская школьная учительница и филантроп.
- 18 октября — Арутюн (Веапетян) — епископ Армянской апостольской церкви, армянский Патриарх Иерусалимский.
- 19 октября — Доменико Бруски (70) — итальянский художник.
- 19 октября — Пётр Рачковский — русский полицейский администратор.
- 20 октября — Густав Гартман (68) — немецкий промышленник.
- 20 октября — Рудольф Кевенхюллер-Меч (66) — австрийский дипломат.
- 30 октября — Анри Дюнан (82) — швейцарский предприниматель и общественный деятель, первый лауреат Нобелевской премии мира (совместно с Фредериком Пасси, 1901).
- 31 октября — Николай Тарасов (28) — меценат, нефтепромышленник-миллионер, московский щёголь и ловелас; застрелился.

## Ноябрь
- 2 ноября — Густав Касмир (37) — немецкий фехтовальщик.
- 9 ноября — Александр Вревский (76) — Туркестанский генерал-губернатор.
- 9 ноября — Францишек Жмурко (51) — польский салонный художник, портретист.
- 13 ноября — Лев Клементьев (42) — русский артист оперы (лирико-драматический тенор) и оперетты.
- 20 ноября — Лев Толстой (82) — один из наиболее широко известных русских писателей и мыслителей.
- 28 ноября — Николай Коцовский — русский минералог, адъюнкт-профессор Горного института.
- 29 ноября — Адольф Лавалетт Сен Жорж (79) — немецкий зоолог и гистолог.
- 30 ноября — Джеймс Мэйс (79) — британский боксёр.

## Декабрь
- 10 декабря — Сеймур Джозеф Гай — американский художник.
- 10 декабря — Сеид-Абдул-Ахад-Хан — бухарский эмир из узбекской династии мангытов.
- 11 декабря — Маттеос II (Измирлян) (65) — Католикос всех армян.
- 19 декабря — Василий Караулов — дворянин и народоволец.
- 29 декабря — Реджинальд Дохерти (38) — британский теннисист, трехкратный олимпийский чемпион.

## Дата неизвестна или требует уточнения
- Григорий Дорошенко — русский горный инженер.
- Фрэнсис Герберт Дуфти — австралийский фотограф.
- Мюниф-паша — османский государственный деятель.